# Belton, Norfolk
Belton är en by i Great Yarmouth i Norfolk i England. Orten har 4 398 invånare (2001). Byn nämndes i Domedagsboken (Domesday Book) år 1086, och kallades då Beletuna.